# Comtat de Coïmbra
El Comtat de Coïmbra (en portuguès: Condado de Coimbra) va ser un estat situat a l'oest de la península Ibèrica, instituït com a unitat militar de defensa fronterera del Regne de Lleó enfront d'al-Àndalus.

## Orígens
La seva formació data de la reconquesta de la ciutat de Coïmbra l'any 871 per part de les tropes del Regne d'Astúries encapçalades per Alfons III d'Astúries. D'aquesta marca militar formaven part també les terres properes a Viseu, Lamego i Terras da Feira i la defensa d'aquesta zona va quedar a càrrec dels comtes del Comtat de Portugal. Tot i aquesta reconquesta inicial l'any 987 Almansor aconseguí sotmetre tota la zona altre cop, transformant aquesta zona en terra de frontera entre al-Àndalus i el Regne de Lleó.

## Pacificació
L'any 1064 la ciutat de Coïmbra, capital de la zona, quedà totalment en mans dels cristians després de la conquesta de Ferran I de Castella i a l'ajuda de Sesnando Davides, tenint el comtat entitat autònoma fins al 1093, i sent integrat al Segon Comtat de Portugal el 1096.

## Comtes de Coïmbra

### Primera creació
- 878-?: Hermenegildo Mendes
- ?-911: Hermenegildo Guterres
- 911-924: Arias Mendes, fill de l'anterior
- 928-981: Gonçalo Moniz, net de l'anterior

### Segona creació
- 1064-1091: Sesnando Davides